# Пожелела
Пожелела је летњи сингл српске певачице Индире Радић. Снимљен је 2013. године, а Радићева ју је премијерно извела 17. маја исте године. Текст и музику су урадили Енџи Маврић и Пеђа Меденица. Песма Пожелела представљала је најаву Индириног албума, који је објављен 2015, а сматра се њеним највећим хитом од албума Змај из 2004. године.
Пожелела је поп-фолк балада, са елементима оријенталне музике.